# Fernando del Paso
Fernando del Paso Morante (Mexikóváros, 1935. április 1. – 2018. november 14.) mexikói író, költő.

## Főbb művei
- Sonetos del amor y de lo diario (1958, versek)
- José Trigo (1966, regény)
- Palinuro de México (1976)
- Noticias del Imperio (1986, regény)
- Douceur & passion cuisine mexicaine (1991)
- Linda 67: Historia de un crimen (1995, regény)

## Díjai, elismerései
- Rómulo Gallegos-díj (1982)
- Cervantes-díj (2015)